# Johanne Nicoline Louise Frimodt
Johanne Nicoline Louise Frimodt (født 3. september 1861, død 14. april 1920 i Hareskov) var en dansk maler. Hun blev født ombord på briggen Fingal i Atlanterhavet 3. september 1861 og døde 14. april 1920 i Hareskov. Begravelsen fandt sted i Hjortdal sogn. Forældrene var skibsfører, senere grosserer Hugo Alfred Ferdinand Frimodt og Augusta Louise Lund.

## Uddannelse
Johanne Frimodt uddannede sig i Paris hos Ph. Barrias 1884-85 og 1890-91 hos den belgiske maler Alfred Stevens.

## Kunstnerisk virke
Motiverne i Johanne Frimodts malerier var for størstedelens vedkommende landskaber og blomster. Udover oliemaleri beskæftigede hun sig med tegnede oplæg til vævede arbejder og med tegninger som illustrationer. Blandt illustrationerne er tegninger til en dansk udgave i 1911 af den amerikanske forfatter og biolog Margaret Warner Morleys børnebog Bifolket
Johanne Frimodt deltog sammen med andre kunstnere i en kunstnerkoloni ved Svinkløv i Vendsyssel, og i 1890 udførte hun sammen med Sofie Holten motiver i Sæby.
Kort efter hendes død vistes på Kvindelige Kunstneres Retrospektive Udstilling i Den Frie Udstillings Bygning i København to oliemalerier: eet med blomstermotiv Blomsterbillede fra 1920, tilhørende Hendes Majestæt Dronningen, og Interiør med Dreng, i privat eje. Derudover udstilledes en gobelin Solnedgang.
Et hovedværk i genren tegninger til vævede arbejder er Aften ved sundet, fiskerflåden drager ud, som efterfølgende blev vævet som gobelin af maleren og væveren Dagmar Olrik.

## Udstillinger
- 1889 Decemberudstillingen
- 1890-91, 1904, 1910.14,1916-17, posthumt 1921 Charlottenborgs Forårsudstilling
- 1895 Kvindernes Udstilling fra Fortid og Nutid
- 1904 Kunstnernes Efterårsudstilling (KE)
- 1909 Landsudstillingen, Aarhus
- 1920 Kvindelige Kunstneres Retrospektive Udstilling
- 1921 Separatudstilling/mindeudstilling, Winkel & Magnussen, København
- 2024 Kvindernes moderne gennembrud 1880-1910, Den Hirschsprungske Samling

## Værker i offentlig eje
- 1895 Kirkebakken på Hven, radering, udsendt af Den danske Radeerforening 1897, Kobberstiksamlingen
- 1895 Kirkebakken på Hven, radering, Ribe Kunstmuseum
- 1896 Kirkebakken på Hven, radering, Statens Museum for Kunst

## Organisatorisk virke
Kvindernes Udstilling fra Fortid og Nutid fandt sted i København 1895, og Johanne Frimodt deltog fra planlægningsfasen og projektet igennem. Hun var medlem af såvel hovedbestyrelsen som forretningsudvalget og blev formand for industriafdelingen.
| - Værker af Johanne Nicoline Louise Frimodt - En mark med smørblomster nær kysten, 1902 - Krysantemum, 1920'erne |